# Casa Mercè Nadal
La Casa Mercè Nadal és un edifici del municipi de la Garriga (Vallès Oriental) inclòs en l'Inventari del Patrimoni Arquitectònic de Catalunya.

## Descripció
Habitatge aïllat de composició simètrica. Consta de planta baixa, pis i golfes en els cossos laterals. Coberta a dues vessants. En el ràfec de façana sobresurten dues mènsules. La cornisa de coberta és denticulada i està sostinguda per permòdols. Les obertures són encerclades amb vessant d'aigua.